# ادوارد شیرمور
ادوارد شیرمور (انگلیسی: Edward Shearmur؛ زادهٔ ۲۸ فوریهٔ ۱۹۶۶) یک آهنگ‌ساز اهل بریتانیا است.

## فیلم‌شناسی
- باغ سیمانی (۱۹۹۳)
- Demon Knight (۱۹۹۵)
- The Leading Man (۱۹۹۶)
- Remember Me? (۱۹۹۷)
- بال‌های کبوتر (۱۹۹۷)
- Girls' Night (۱۹۹۸)
- گونه ۲ (۱۹۹۸)
- Martha, Meet Frank, Daniel and Laurence (۱۹۹۸)
- The Governess (۱۹۹۸)
- مقاصد بی‌رحمانه (۱۹۹۹)
- یعقوب کذاب (۱۹۹۹)
- برق آسا (۱۹۹۹)
- Things You Can Tell Just by Looking at Her (۲۰۰۰)
- هر چی لازم باشه (۲۰۰۰)
- فرشتگان چارلی (۲۰۰۰)
- مقاصد بی‌رحمانه ۲ (۲۰۰۰)
- دختر شایسته اخلاق (۲۰۰۰)
- The Brightness You Keep (۲۰۰۰)
- کی-پکس (۲۰۰۱)
- کنت مونت کریستو (۲۰۰۲)
- The Sweetest Thing (۲۰۰۲)
- سلطنت آتش (۲۰۰۲)
- جانی اینگلیش (۲۰۰۳)
- فرشتگان چارلی ۲ (۲۰۰۳)
- Win a Date with Tad Hamilton! (۲۰۰۴)
- قوانین جذابیت (۲۰۰۴)
- ویمبلدون (۲۰۰۴)
- کاپیتان آسمان و دنیای فردا (۲۰۰۴)
- نه زندگی (۲۰۰۵)
- خرس‌های بدخبر (۲۰۰۵)
- شاه‌کلید (۲۰۰۵)
- Miss Congeniality 2: Armed and Fabulous (۲۰۰۵)
- Derailed, (۲۰۰۵)
- اساتید وحشت (مجموعه تلویزیونی) (۲۰۰۵–۲۰۰۶)
- Dedication (۲۰۰۶)
- Fast Track (۲۰۰۶)
- Epic Movie (۲۰۰۷)
- ۸۸ دقیقه (۲۰۰۷)
- College Road Trip (۲۰۰۸)
- دختر دیگر بولین (2008) (rejected score)
- سرنشینان (۲۰۰۸)
- قتل عادلانه (۲۰۰۸)
- مادر و فرزند (۲۰۰۹)
- The Winning Season (۲۰۰۹)
- مرد گرگ‌نما (2010) - Additional Music
- Furry Vengeance (۲۰۱۰)
- حرف حرف رودریکه (۲۰۱۱)
- آدم‌ربایی (۲۰۱۱)
- The Babymakers (۲۰۱۲)
- The Polar Bears (۲۰۱۲)
- قبل از این که بخوابم (۲۰۱۴)
- اونجوری بامزه است (۲۰۱۵)
- The Outcast (مجموعه تلویزیونی) (۲۰۱۵)
- منحنی (۲۰۱۵)
- الویس و نیکسون (۲۰۱۶)